# Cophotis ceylanica
Espèce
Cophotis ceylanica est une espèce de sauriens de la famille des Agamidae.

## Répartition
Cette espèce est endémique du Sri Lanka.

## Étymologie
Cette espèce est nommée en référence au lieu de sa découverte, Ceylon, l'ancien nom du Sri Lanka.

## Publication originale
- Peters, 1861 : Eine neue Gattung von Eidechsen, Cophotis ceylanica, aus Ceylon. Monatsberichte der Königlichen Akademie der Wissenschaften zu Berlin, vol. 1861, p. 1103-1105 (texte intégral).